# Sparisoma rubripinne
Sparisoma rubripinne е вид бодлоперка от семейство Scaridae. Видът не е застрашен от изчезване.

## Разпространение
Разпространен е в Американски Вирджински острови, Ангуила, Антигуа и Барбуда, Аруба, Барбадос, Бахамски острови, Белиз, Бенин, Бермудски острови, Бонер, Британски Вирджински острови, Венецуела, Гамбия, Гана, Гваделупа, Гватемала, Гвинея, Гвинея-Бисау, Гренада, Доминика, Доминиканска република, Екваториална Гвинея, Кабо Верде, Кайманови острови, Камерун, Колумбия, Коста Рика, Кот д'Ивоар, Куба, Кюрасао, Либерия, Мартиника, Мексико, Монсерат, Нигерия, Никарагуа, Панама, Пуерто Рико, Саба, САЩ, Свети Мартин, Сейнт Винсент и Гренадини, Сейнт Китс и Невис, Сейнт Лусия, Сен Естатиус, Сенегал, Сиера Леоне, Синт Мартен, Того, Тринидад и Тобаго, Търкс и Кайкос, Хаити, Хондурас и Ямайка.